# Puilaurens
Puilaurens ist eine französische Gemeinde mit 272 Einwohnern (Stand 1. Januar 2022) im Département Aude in der Region Okzitanien. Sie gehört zum Arrondissement Limoux und zum Kanton La Haute-Vallée de l’Aude.

## Geographie
Die Gemeinde liegt rund 60 Kilometer westlich von Perpignan und 45 Kilometer südlich von Carcassonne an der Grenze zum benachbarten Département Pyrénées-Orientales. Nachbargemeinden von Puilaurens sind:
- Saint-Julia-de-Bec im Norden,
- Saint-Louis-et-Parahou im Nordosten,
- Caudiès-de-Fenouillèdes im Osten,
- Fenouillet und Gincla im Südosten,
- Salvezines im Süden,
- Axat im Westen sowie
- Saint-Martin-Lys und Belvianes-et-Cavirac im Nordwesten.

Das Gemeindegebiet ist Teil des Regionalen Naturparks Corbières-Fenouillèdes und erstreckt sich nördlich und südlich des Haupttales, das Richtung Osten durch die Fenouillèdes, einer ehemaligen Comarca Nordkataloniens, verläuft. Der Fluss Boulzane beendet hier seinen von Süden kommenden Oberlauf und schwenkt ebenfalls nach Osten ein.
Es gibt drei größere Ansiedlungen: Der Ort Puilaurens selbst ist der historische Ortskern, die aus strategischen Gründen im südlichen Bergland unterhalb der Burg Puilaurens entstanden ist. Lapradelle ist eine neuzeitliche Ansiedlung, die direkt im Haupttal liegt und auch die Gemeindeverwaltung beherbergt, der Ort Lavagnac befindet sich auf der nördlichen Talseite. Die Gemeinde nennt sich auch gerne Lapradelle-Puilaurens, obwohl dies nicht die offizielle Bezeichnung ist.

### Verkehrsanbindung
Die Gemeinde wird hauptsächlich von der Départementsstraße D117 versorgt, die von Perpignan nach Quillan führt. In derselben Relation verläuft auch eine Bahnlinie, die heute jedoch nur mehr touristische Bedeutung hat und bereits hinter Axat, an der Schlucht von Saint-Martin-Lys endet.

## Bevölkerungsentwicklung

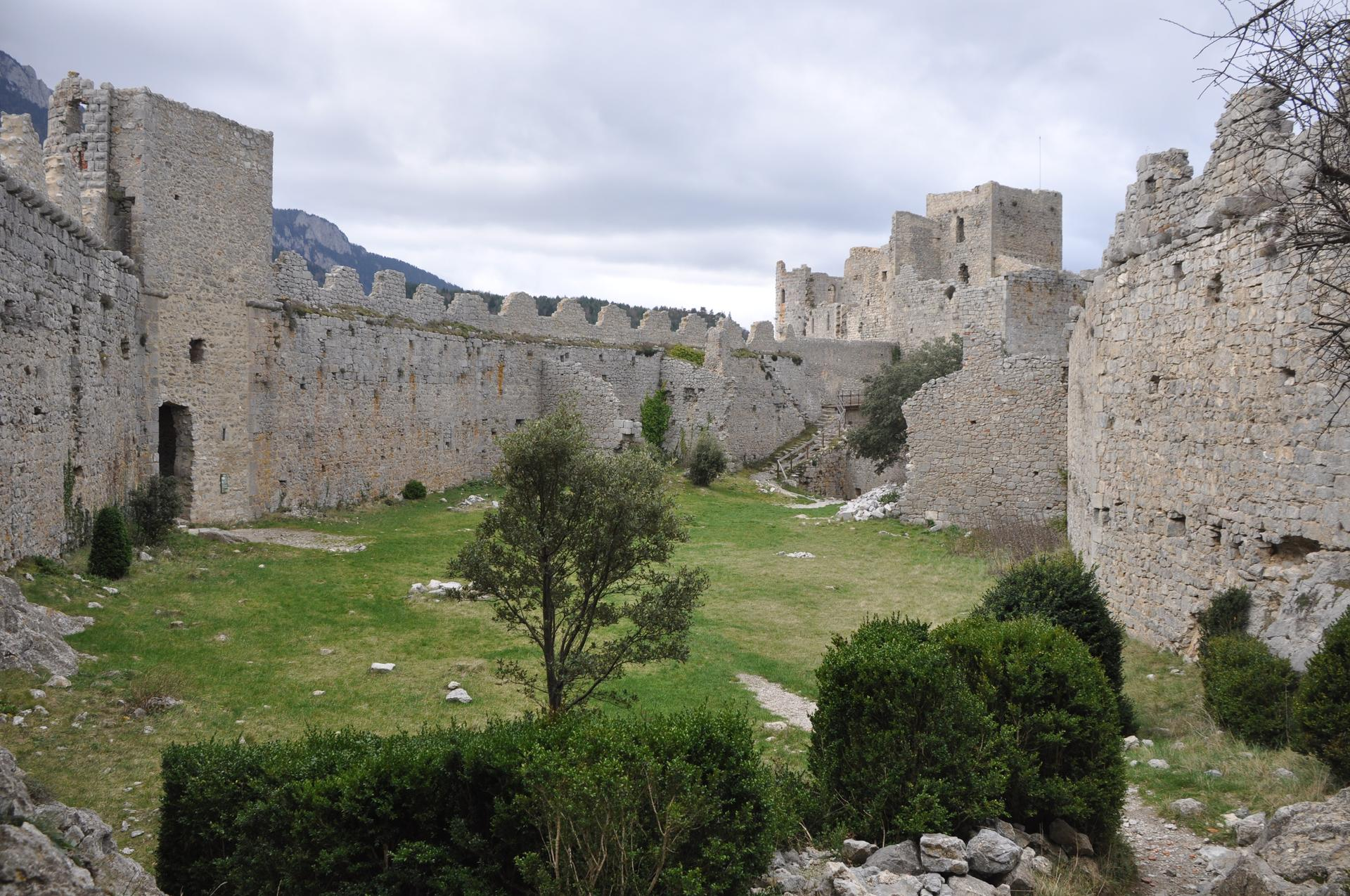
Innenhof der Burgruine

| Jahr      | 1968 | 1975 | 1982 | 1990 | 1999 | 2009 | 2016 |
| Einwohner | 378  | 257  | 222  | 219  | 236  | 258  | 268  |

## Sehenswürdigkeiten
- Château de Puilaurens, Katharer-Festung aus dem 10. Jahrhundert – Monument historique[1]
- Touristenzug Train du Pays Cathare et du Fenouillèdes mit Eisenbahn-Viadukt bei Lapradelle